# … und wenn der letzte Reifen platzt
… und wenn der letzte Reifen platzt ist ein US-amerikanisches Filmdrama aus dem Jahr 1983. Der Film beruht auf wahren Begebenheiten und erzählt die Geschichte der Rennfahrerin Shirley Muldowney, die als erste Frau in einem Dragster-Rennen gewinnen konnte.

## Handlung
1956 heiratet die Kellnerin Shirley Roqud den Automechaniker Jack Muldowney. Jack kauft eine Tankstelle, Shirley wird Hausfrau. Das Paar bekommt einen Sohn. Jacks Hobby ist das Autorennen. Dazu trifft er sich mit Freunden auf einsamen Landstraßen, wo sie nachts im Licht der Laternen ihre Rennen mit ihren aufgemotzten Sportwagen austragen. Eines Tages bittet Shirley ihren Mann, sie fahren zu lassen. Sie fährt und gewinnt das Rennen. Weitere Siege folgen. Der Profi-Rennfahrer Don Garlits bringt Shirley auf die Idee, sich Sponsoren zuzulegen. Jack ist skeptisch, denn zu der Zeit wird eine Hausfrau als Rennfahrerin nicht ernst genommen. Doch Jack willigt ein, ihr einen Dragster zu bauen.
1966 ist es soweit. Shirley braucht nur noch drei Unterschriften für ihre NHRA-Lizenz. Garlits unterschreibt, denn er sieht darin die Möglichkeit, den Rennsport noch populärer zu machen. Rennfahrer-Kollege Connie Kalitta unterschreibt ebenfalls und bringt einen dritten Rennfahrer dazu, ebenso zu unterschreiben. Shirley absolviert die Qualifikation zu ihrem ersten Rennen, wobei sie gleich einen Streckenrekord hinlegt. Als Connie später nach einem Abendessen einen Annäherungsversuch macht, wird er mit einer Ohrfeige abgewiesen.
Shirley feiert Erfolge. Connie will in eine andere Rennklasse wechseln. Shirley will Connies Auto kaufen und die Saison damit zu Ende fahren. Für Jack ist das der Beweis, dass er seine Frau an den Sport verloren hat und reicht die Scheidung ein. Connie und Shirley werden nun ein Paar, auch wenn Connie immer wieder hinter anderen Frauen her ist. 1973 kommt es zu einem schweren Unfall, bei dem Shirley schwere Verletzungen erleidet und ihr Auto komplett zerstört wird. Die NHRA suspendiert Connie, weil er sich zu sehr für Shirley einsetzt. Shirley will nun in Connies Klasse wechseln. Er wird zu ihrem Teamchef. Sie gewinnt 1976 das erste nationale NHRA-Rennen und wird 1977 Weltmeisterin.
Connies Untreue führt dazu, dass Shirley sich von ihm trennt und ihn aus dem Team wirft. Wütend lässt er sich wieder bei der NHRA einschreiben. Mit nur wenigen Sponsoren und einem unerfahrenen Team werden die folgenden zwei Jahre für Shirley zum Misserfolg. Doch 1980 ist sie wieder an der Spitze. Im Finalrennen um die NHRA-Meisterschaft kommt es zum Duell mit Connie. Shirley gewinnt und versöhnt sich mit Connie. Jack, der das Rennen im Fernsehen verfolgt hat, beglückwünscht sie privat.

## Kritik
Das Lexikon des internationalen Films über den Film: „Flott im Stil von Werbespots inszenierte Karriere-Geschichte, mitunter allzu effekthascherisch oder gar penetrant süßlich, wobei alles Problematische ausgespart bleibt.“
Die Variety beschrieb den Film als überraschend gute Biografie, ein großartig gemachtes Drama.

## Auszeichnungen
1984 wurde William Ware Theiss in der Kategorie Bestes Kostümdesign für den Oscar nominiert. Bonnie Bedelia erhielt eine Nominierung für den Golden Globe in der Kategorie Beste Hauptdarstellerin in einem Drama. Zudem gab es zwei Nominierungen für den Young Artist Award in den Kategorien Bester Familienspielfilm (Drama) und Bester Darsteller bis 10 Jahre (Byron Thames).

## Hintergrund
Die Premiere des Films fand am 1. April 1983 statt. In Deutschland wurde der Film erstmals am 20. Februar 1989 im Rahmen einer Fernsehpremiere des Senders ZDF gezeigt.